# Wormaldia clauseni
Wormaldia clauseni là một loài Trichoptera trong họ Philopotamidae. Chúng phân bố ở miền Tân bắc.